# Dmytro Kosyns'kyj
Dmytro Volodymyrovyč Kosyns'kyj (in ucraino Дмитро Володимирович Косинський?; 31 marzo 1989) è un giavellottista ucraino.
Nel giugno 2011 non ha supertato un test antidoping per eccesso di testosterone ed è stato squalificato dalle competizioni sportive per due anni.

## Palmares
| Anno | Manifestazione   | Sede           | Evento                 | Risultato | Prestazione | Note                          |
| ---- | ---------------- | -------------- | ---------------------- | --------- | ----------- | ----------------------------- |
| 2010 | Europei          | Barcellona     | Lancio del giavellotto | 12º       | 73,26 m     |                               |
| 2011 | Europei under 23 | Ostrava        | Lancio del giavellotto | dq        | dq          | [ 1 ]                         |
| 2014 | Europei          | Zurigo         | Lancio del giavellotto | 28º (q)   | 71,90 m     |                               |
| 2016 | Europei          | Amsterdam      | Lancio del giavellotto | 18º (q)   | 79,21 m     |                               |
| 2016 | Giochi olimpici  | Rio de Janeiro | Lancio del giavellotto | 5º        | 83,95 m     | Miglior prestazione personale |